# Terratrèmol de Mèxic de 1985
El terratrèmol de Mèxic de 1985 va ser un sisme produït a les 07.17.47 hora local (UTC-6), del dijous 19 de setembre de 1985, que va aconseguir una magnitud de 8.1 (MW) en l'Escala de Richter. L'epicentre es va localitzar a l'oceà Pacífic mexicà, proper a la desembocadura del riu Balsas a la costa de l'estat de Michoacán, i a 15 quilòmetres de profunditat sota l'escorça terrestre.
El sisme va afectar la zona centre, sud i occident de Mèxic, en particular del Districte Federal, on es va percebre a les 07.19 hora local. Ha estat el més significatiu i mortífer de la història escrita d'aquest país i la seva capital, superant en intensitat i danys al registrat en 1957, que fins llavors havia estat el més notable en la Ciutat de Mèxic. Cal destacar que la rèplica esdevinguda un dia després, la nit del 20 de setembre de 1985.
Tot i estar situada a 390 km de l'epicentre, la capital va patir nombrosos danys atès que està ubicada en un llac dessecat artificialment, de manera que sobre un estrat de roca es troba una capa de gruix variable d'argila i terraplenats. Atès que la velocitat de propagació de l'ona sísmica és diferent en la roca i els replens, refractant-se en el punt de contacte entre els materials, concentrant els danys en una zona, agreujats encara més perquè la capa d'argila atrapà l'energia sísmica en allargar-se el període de moviment lliure.